# Ha Geun-chan
Ha Geun-chan (en coréen : 하근찬), né le 21 octobre 1931 à Yeongcheon dans la province du Gyeongsang du Nord et décédé le 25 novembre 2007, est un écrivain sud-coréen.

## Biographie
Ha Geun-chan est né le 21 octobre 1931 à Yeongcheon dans la province de Gyeongsangbuk-do en Corée, au moment où la Corée était encore sous la domination coloniale japonaise. Ha est le fils aîné de Ha Jae-jung et Bak Yeon-hak. Il a suivi une éducation sous l'égide de la « naisen ittai », un mouvement japonais qui a voulu faire des Coréens des personnes totalement imprégnées par la culture japonaise. C'est ainsi qu'il a passé sa scolarité dans le contexte linguistique du japonais et commence à se familiariser avec le coréen seulement au lycée. Ha a passé son examen de professeur des écoles et a alors commencé à enseigner en école primaire. Il a fréquenté l'université Dong-A mais n'a pas terminé ses études. Après avoir fait son service militaire en 1958, il a directement commencé une carrière d'écrivain. 
Il est décédé le 25 novembre 2007 à l'âge de 76 ans.

## Œuvre
Bien que Ha Geun-chan soit un écrivain appartenant à la « génération d'après-guerre » sa préoccupation littéraire ne comprend pas l'industrialisation de la Corée ou la conscience des petits-bourgeois qui caractérisent d'autres œuvres de fiction de cette génération . Au contraire, il utilise le paysage rural et populaire de la campagne pour mettre en lumière l'impact traumatique de la guerre de Corée sur le peuple coréen. Souffrances de deux générations (Sunan idae) présente un homme qui a perdu un bras au cours de la Seconde Guerre mondiale et son fils unique qui rentre de la guerre de Corée (1950-1953) après avoir perdu une jambe. Pourtant, la simplicité de l'homme et de son fils, qui acceptent leur tragédie comme une fatalité qui doit être néanmoins surmontée, affirme qu'il existe de l'espoir même dans les situations les plus tragiques. Dans Excréments (Bun), une mère va déféquer dans le bureau du canton car on a refusé de dispenser son fils de service militaire (à l'époque, durant à peu près 3 ans en Corée du Sud). Dans Les tombes royales et la troupe d'occupation (Wangneunggwa judungun) on trouve un gardien de tombeau qui tente de protéger les lieux sacrés de leur utilisation comme un site pour la prostitution. Il est alors horrifié de découvrir que sa fille unique a eu des relations sexuelles avec des soldats étrangers. Parfois comiques et même obtus, les personnages de Ha Geun-chan possèdent néanmoins la force et la volonté de survivre, enracinée dans une foi simple. L'auteur maintient une attitude sympathique envers ses sujets sans dériver pour autant vers le sentimentalisme.